# Naoko Kawakami
Naoko Kawakami (川上 直子, Kawakami Naoko, Akashi, 16 november 1977) is een voormalig Japans voetbalster.

## Carrière
Kawakami speelde voor onder meer Tasaki Perule FC.
Zij nam met het Japans vrouwenvoetbalelftal deel aan de Wereldkampioenschappen in 2003 en daar stond zij opgesteld in alle drie de wedstrijden van Japan. Japan werd uitgeschakeld in de groepsfase. Zij nam met het Japans vrouwenelftal deel aan de Olympische Zomerspelen in 2004.

## Statistieken
| Japans vrouwenvoetbalelftal | Japans vrouwenvoetbalelftal | Japans vrouwenvoetbalelftal |
| Jaar                        | Wed.                        | Dlp.                        |
| --------------------------- | --------------------------- | --------------------------- |
| 2001                        | 10                          | 0                           |
| 2002                        | 10                          | 0                           |
| 2003                        | 14                          | 0                           |
| 2004                        | 10                          | 0                           |
| 2005                        | 4                           | 0                           |
| Totaal                      | 48                          | 0                           |